# Tour de France 2024/21. Etappe
Die 21. Etappe der Tour de France 2024 fand am 21. Juli 2024 statt. Sie stellte den Abschluss der 111. Austragung des französischen Etappenrennens dar und wurde im Rahmen des zweiten Einzelzeitfahrens ausgetragen. Die Strecke führte von Monaco über 33,7 Kilometer nach Nizza, womit die Abschlussetappe erstmals in der Geschichte der Tour de France nicht in Paris zu Ende ging. Nach der Etappe hatten die Fahrer die Gesamtdistanz von 3497,3 Kilometern absolviert.
Den Etappensieg sicherte sich der Slowene Tadej Pogačar (UAE Team Emirates) mit einem Vorsprung von einer Minute und drei Sekunden vor Jonas Vingegaard (Team Visma-Lease a Bike). Remco Evenepoel (Soudal Quick-Step) belegte mit einem Rückstand von einer Minute und 14 Sekunden den dritten Etappenrang. Mit seinem sechsten Etappensieg fixierte Tadej Pogacar seinen Triumph in der Gesamtwertung, die er vor Jonas Vingegaard und Remco Evenepoel gewann.

## Streckenverlauf
Der Start erfolgte in Monaco auf dem Boulevard Albert 1er unterhalb des Fürstenpalast in Monaco. Vorbei am Port Hercule ging es im Anschluss auf dem Boulevard Louis II durch den Larvotto-Tunnel, ehe das Grimaldi Forum passiert wurde. Nach einer Wende auf der Avenue Princesse Grace ging es zur Fairmont-Kurve, die durch den Formel 1 Grand Prix bekannt ist. Nun führte die Straße leicht ansteigend zum Casino Monte-Carlo, ehe Monaco kurz nach der Befahrung der Allèe des Boulingrins verlassen wurde. Auf der D53 ging es dann von Beausoleil bergauf zur D2564, die nach La Turbie (480 m) führte, wo nach 11,2 Kilometern die erste Zwischenzeit genommen wurde. Zudem wurde hier eine Bergwertung der 2. Kategorie am Ende des 8,1 Kilometer langen Anstiegs abgenommen, die eine durchschnittliche Steigung von 5,6 % aufwies. Kurz nachdem die Bergwertung erreicht wurde, ging es auf der M45 leicht bergab nach Èze, ehe die Straße neuerlich zu steigen begann und über den 1800 Meter langen Boulevard du Maréchal Leclerc auf den Col d’Èze führte. Dieser stellte mit einer Höhe von 508 Metern den höchsten Punkt der Streckenführung dar und wurde bei Kilometer 17,1 überquert. Hier wurde die zweite Zwischenzeit genommen. Die Fahrer befand sich dann auf der M2564, die leicht abschüssig in Richtung Westen führte. Rund 12 Kilometer vor dem Ziel erfolgte auf dem Col des Quatre Chemins (338 m) eine scharfe Linkskurve, ehe es über die deutlich steilere M33 bergab auf die M6007 ging. Vorbei an der Villa Leopolda ging es dann westlich des Mont Boron zum Hafen von Nizza, wo auf dem Place de l'Île de Beauté vor der Église Notre-Dame-du-Port de Nice die dritte Zwischenzeit bei Kilometer 28,6 genommen wurde.
Die letzten 5,1 Kilometer verliefen auf flachen Straßen an der Mittelmeerküste. Vorbei am Monument aux morts de Rauba-Capeù geht es auf der M6098 um das Château de Nice, ehe die Promenade des Anglais erreicht wurde. Auf dieser erfolgte auf der Höhe des Musée des Beaux-Arts de Nice eine Wende, bevor die Fahrer auf der Promenade des Anglais zurück bis zum Jardin Albert 1er fuhren. Dann bogen sie links ab und erreichten das Ziel auf dem Place Masséna.
|                            | Ort                              | Kilometer | Länge (km) | Höhe (m) | Ø Steigung | max. Steigung |
| -------------------------- | -------------------------------- | --------- | ---------- | -------- | ---------- | ------------- |
| Start                      | Monaco ()                        |           |            |          |            |               |
| Bergwertung (2. Kategorie) | La Turbie                        | 11,2      | 8,1        | 480      | 5,6 %      |               |
| 1. Zwischenzeit            | La Turbie                        | 11,2      |            |          |            |               |
| 2. Zwischenzeit            | Col d’Èze                        | 17,1      |            |          |            |               |
| 3. Zwischenzeit            | Nizza (Place de l'Île de Beauté) | 28,6      |            |          |            |               |
| Ziel                       | Nizza (Place Masséna)            | 33,7      |            |          |            |               |

## Rennverlauf
Chronologischer Verlauf
Als letzter Fahrer der Gesamtwertung eröffnete Davide Ballerini (Astana Qazaqstan) das Abschlusszeitfahren. Er absolvierte die 33,7 Kilometer zwischen Monaco und Nizza in einer Zeit von 53 Minuten und elf Sekunden, was einer durchschnittlichen Geschwindigkeit von rund 38 km/h entspricht. Als zweiter Fahrer ging sein Teamkollege Mark Cavendish an den Start. Der Brite, der bei der 111. Austragung einen neuen Rekord an Etappensiegen aufgestellt hatte, fuhr eine deutlich langsamere Zeit und stand somit als Gesamtletzter seiner 15. Tour de France fest. Nachdem Sébastien Grignard (Lotto Dstny) und Matej Mohorič (Bahrain Victorious) das Ziel in neuen Bestzeiten erreichten, setzte der 21-jährige Franzose Lenny Martinez (Groupama-FDJ) mit 48 Minuten und 24 Sekunden eine erste Richtzeit. Dies entsprach einem Schnitt von 41,8 km/h, wobei er als erster Fahrer eine durchschnittliche Geschwindigkeit von mehr als 40 km/h fuhr. Nachdem Biniam Girmay (Intermarché-Wanty) das Ziel erreicht hatte und somit den Sieg in der Punktewertung fixierte, gingen die Zeitfahrspezialisten Victor Campenaerts (Lotto Dtsny), Wout van Aert (Visma-Lease a Bike) und Matteo Sobrero (Red Bull–Bora–Hansgrohe) an den Start. Keiner der drei konnte jedoch die Zeit von Lenny Martinez unterbieten. Auch Richard Carapaz (EF Education-EasyPost) absolvierte das Zeitfahren ohne Probleme und stand als Sieger der Bergwertung fest.
In den frühen Abendstunden gingen nun auch die Gesamtklassements-Fahrer ins Rennen. Matteo Jorgenson (Visma-Lease a Bike) kam in der Fairmont-Kurve zu Sturz, während Derek Gee (Israel-Premier Tech) als erster Fahrer die Zeit von Lenny Martinez bei der ersten Zwischenzeit unterbot. Im Anschluss erreichte der Kanadier das Ziel in einer neuen Bestzeit (47:55 min), wurde jedoch kurz darauf von Matteo Jorgenson verdrängt, der im zweiten Teil der Strecke zulegte und eine Zeit von 47 Minuten und 32 Sekunden fuhr (42,5 km/h im Schnitt). Mit den Top 3 der Gesamtwertung wurden die Zeiten jedoch neuerlich deutlich unterboten. Sowohl Remco Evenepoel (Soudal Quick-Step), Jonas Vingegaard (Visma-Lease a Bike) und der gesamtführende Tadej Pogačar (UAE Team Emirates) markierten neue Zwischenbestzeiten und unterboten im Ziel die jeweils vorangegangenen Zeiten. Tadej Pogačar gewann somit die dritte Etappe in Folge und seine sechste im Rahmen der 111. Austragung. Seine Siegerzeit von 45 Minuten und 25 Sekunden entsprach einer Durchschnittsgeschwindigkeit von 44,5 km/h. Hinter dem Slowenen folgten Jonas Vingegaard und Remco Evenepoel mit Rückständen von einer Minute und drei Sekunden bzw. einer Minute und 14 Sekunden.
Zeitabstände der Gesamtklassement-Fahrer
Tadej Pogačar gewann das Abschlusszeitfahren mit einem Vorsprung von einer Minute und drei Sekunden vor Jonas Vingegaard. Der Zeitfahr-Weltmeister Remco Evenepoel belegte mit einem Rückstand von einer Minute und 14 Sekunden den dritten Rang. Dahinter folgten Matteo Jorgenson und João Almeida (UAE Team Emirates) mit Rückständen von zwei Minuten und acht bzw. zwei Minuten und 18 Sekunden. Derek Gee, Mikel Landa (Soudal Quick-Step), Santiago Buitrago (Bahrain Victorious) und Adam Yates (UAE Team Emirates) platzierten sich ebenfalls in den Top 10 und wiesen Zeitabstände von weniger als drei Minuten auf. Carlos Rodríguez (Ineos Grenadiers) verlor als 17. drei Minuten und 52 Sekunden, während Giulio Ciccone (Lidl-Trek) als großer Verlier des Tages vier Minuten und 54 Sekunden einbüßte und somit am letzten Tag von Santiago Buitrago aus den Top 10 der Gesamtwertung verdrängt wurde.
Tadej Pogačar gewann seine dritte Tour de France mit einem Vorsprung von sechs Minuten und 17 Sekunden vor dem Vorjahressieger Jonas Vingegaard. Der 24-jährige Remco Evenepoel sicherte sich bei seinem ersten Antritt die Nachwuchswertung und stand mit einem Rückstand von neun Minuten und 18 Sekunden als dritter Fahrer auf dem Podest. Der Gesamtvierte João Almeida wies einen Rückstand von 19 Minuten und drei Sekunden auf, während der Gesamtzehnte Santiago Buitrago die Rundfahrt mit einem Rückstand von zehn weiteren Minuten beendete. Biniam Girmay gewann die Punktewertung mit 387 Punkten, während sich Richard Carapaz die Bergwertung mit 127 Punkten sicherte. Der Ecuadorianer wurde zudem zum kämpferischsten Fahrer der 111. Austragung gewählt. In der Mannschaftswertung setzte sich das UAE Team Emirates durch, das mit Tadej Pogačar, João Almeida und Adam Yates drei Fahrer in den Top 10 platzieren konnte. Von den 175 Fahrern die auf der 1. Etappe in Florenz an den Start gegangen waren, erreichten 141 das Ziel in Nizza.

## Ergebnis
| \| Etappenergebnis \| Etappenergebnis \| Etappenergebnis \| Etappenergebnis \| Etappenergebnis \| \| Fahrer \| Fahrer \| Land \| Team \| Zeit \| \| --------------- \| ----------------- \| ---------------------- \| -------------------------- \| --------------- \| \| 1. \| Tadej Pogačar \| Slowenien \| UAE Team Emirates \| 45 min 25 s \| \| 2. \| Jonas Vingegaard \| Dänemark \| Team Visma \\| Lease a Bike \| + 1 min 03 s \| \| 3. \| Remco Evenepoel \| Belgien \| Soudal Quick-Step \| + 1 min 14 s \| \| 4. \| Matteo Jorgenson \| Vereinigte Staaten \| Team Visma \\| Lease a Bike \| + 2 min 08 s \| \| 5. \| João Almeida \| Portugal \| UAE Team Emirates \| + 2 min 18 s \| \| 6. \| Derek Gee \| Kanada \| Israel-Premier Tech \| + 2 min 31 s \| \| 7. \| Mikel Landa \| Spanien \| Soudal Quick-Step \| + 2 min 41 s \| \| 8. \| Harold Tejada \| Kolumbien \| Astana Qazaqstan Team \| + 2 min 50 s \| \| 9. \| Santiago Buitrago \| Kolumbien \| Bahrain Victorious \| + 2 min 53 s \| \| 10. \| Adam Yates \| Vereinigtes Königreich \| UAE Team Emirates \| + 2 min 56 s \| |                   |                        |                            |              |
| |                   |                        |                            |              |
| Quellen: ProCyclingStats Cycling Quotient |                   |                        |                            |              |
| Etappenergebnis |                   |                        |                            |              |
| Fahrer | Fahrer            | Land                   | Team                       | Zeit         |
| 1. | Tadej Pogačar     | Slowenien              | UAE Team Emirates          | 45 min 25 s  |
| 2. | Jonas Vingegaard  | Dänemark               | Team Visma \| Lease a Bike | + 1 min 03 s |
| 3. | Remco Evenepoel   | Belgien                | Soudal Quick-Step          | + 1 min 14 s |
| 4. | Matteo Jorgenson  | Vereinigte Staaten     | Team Visma \| Lease a Bike | + 2 min 08 s |
| 5. | João Almeida      | Portugal               | UAE Team Emirates          | + 2 min 18 s |
| 6. | Derek Gee         | Kanada                 | Israel-Premier Tech        | + 2 min 31 s |
| 7. | Mikel Landa       | Spanien                | Soudal Quick-Step          | + 2 min 41 s |
| 8. | Harold Tejada     | Kolumbien              | Astana Qazaqstan Team      | + 2 min 50 s |
| 9. | Santiago Buitrago | Kolumbien              | Bahrain Victorious         | + 2 min 53 s |
| 10. | Adam Yates        | Vereinigtes Königreich | UAE Team Emirates          | + 2 min 56 s |

## Gesamtstände
| \| Gesamtwertung \| Gesamtwertung \| Gesamtwertung \| Gesamtwertung \| Gesamtwertung \| \| Fahrer \| Fahrer \| Land \| Team \| Zeit \| \| ------------- \| ----------------- \| ---------------------- \| -------------------------- \| ---------------- \| \| 1. \| Tadej Pogačar \| Slowenien \| UAE Team Emirates \| 83 h 38 min 56 s \| \| 2. \| Jonas Vingegaard \| Dänemark \| Team Visma \\| Lease a Bike \| + 6 min 17 s \| \| 3. \| Remco Evenepoel \| Belgien \| Soudal Quick-Step \| + 9 min 18 s \| \| 4. \| João Almeida \| Portugal \| UAE Team Emirates \| + 19 min 03 s \| \| 5. \| Mikel Landa \| Spanien \| Soudal Quick-Step \| + 20 min 06 s \| \| 6. \| Adam Yates \| Vereinigtes Königreich \| UAE Team Emirates \| + 24 min 07 s \| \| 7. \| Carlos Rodríguez \| Spanien \| Ineos Grenadiers \| + 25 min 04 s \| \| 8. \| Matteo Jorgenson \| Vereinigte Staaten \| Team Visma \\| Lease a Bike \| + 26 min 34 s \| \| 9. \| Derek Gee \| Kanada \| Israel-Premier Tech \| + 27 min 21 s \| \| 10. \| Santiago Buitrago \| Kolumbien \| Bahrain Victorious \| + 29 min 03 s \| |                   |                        |                            |                  |
| |                   |                        |                            |                  |
| Quellen: ProCyclingStats Cycling Quotient |                   |                        |                            |                  |
| Gesamtwertung |                   |                        |                            |                  |
| Fahrer | Fahrer            | Land                   | Team                       | Zeit             |
| 1. | Tadej Pogačar     | Slowenien              | UAE Team Emirates          | 83 h 38 min 56 s |
| 2. | Jonas Vingegaard  | Dänemark               | Team Visma \| Lease a Bike | + 6 min 17 s     |
| 3. | Remco Evenepoel   | Belgien                | Soudal Quick-Step          | + 9 min 18 s     |
| 4. | João Almeida      | Portugal               | UAE Team Emirates          | + 19 min 03 s    |
| 5. | Mikel Landa       | Spanien                | Soudal Quick-Step          | + 20 min 06 s    |
| 6. | Adam Yates        | Vereinigtes Königreich | UAE Team Emirates          | + 24 min 07 s    |
| 7. | Carlos Rodríguez  | Spanien                | Ineos Grenadiers           | + 25 min 04 s    |
| 8. | Matteo Jorgenson  | Vereinigte Staaten     | Team Visma \| Lease a Bike | + 26 min 34 s    |
| 9. | Derek Gee         | Kanada                 | Israel-Premier Tech        | + 27 min 21 s    |
| 10. | Santiago Buitrago | Kolumbien              | Bahrain Victorious         | + 29 min 03 s    |

| Punktewertung | Punktewertung    | Punktewertung | Punktewertung              | Punktewertung |
| Fahrer        | Fahrer           | Land          | Team                       | Punkte        |
| ------------- | ---------------- | ------------- | -------------------------- | ------------- |
| 1.            | Biniam Girmay    | Eritrea       | Intermarché-Wanty          | 387 P.        |
| 2.            | Jasper Philipsen | Belgien       | Alpecin-Deceuninck         | 354 P.        |
| 3.            | Bryan Coquard    | Frankreich    | Cofidis                    | 208 P.        |
| 4.            | Tadej Pogačar    | Slowenien     | UAE Team Emirates          | 196 P.        |
| 5.            | Anthony Turgis   | Frankreich    | TotalEnergies              | 180 P.        |
| 6.            | Arnaud De Lie    | Belgien       | Lotto Dstny                | 161 P.        |
| 7.            | Remco Evenepoel  | Belgien       | Soudal Quick-Step          | 152 P.        |
| 8.            | Wout van Aert    | Belgien       | Team Visma \| Lease a Bike | 152 P.        |
| 9.            | Jonas Abrahamsen | Norwegen      | Uno-X Mobility             | 149 P.        |
| 10.           | Jonas Vingegaard | Dänemark      | Team Visma \| Lease a Bike | 136 P.        |

| Bergwertung | Bergwertung      | Bergwertung        | Bergwertung                | Bergwertung |
| Fahrer      | Fahrer           | Land               | Team                       | Punkte      |
| ----------- | ---------------- | ------------------ | -------------------------- | ----------- |
| 1.          | Richard Carapaz  | Ecuador            | EF Education-EasyPost      | 127 P.      |
| 2.          | Tadej Pogačar    | Slowenien          | UAE Team Emirates          | 102 P.      |
| 3.          | Jonas Vingegaard | Dänemark           | Team Visma \| Lease a Bike | 70 P.       |
| 4.          | Matteo Jorgenson | Vereinigte Staaten | Team Visma \| Lease a Bike | 54 P.       |
| 5.          | Remco Evenepoel  | Belgien            | Soudal Quick-Step          | 50 P.       |
| 6.          | Wilco Kelderman  | Niederlande        | Team Visma \| Lease a Bike | 43 P.       |
| 7.          | Oier Lazkano     | Spanien            | Movistar Team              | 41 P.       |
| 8.          | Jonas Abrahamsen | Norwegen           | Uno-X Mobility             | 36 P.       |
| 9.          | Enric Mas        | Spanien            | Movistar Team              | 33 P.       |
| 10.         | David Gaudu      | Frankreich         | Groupama-FDJ               | 30 P.       |

| Nachwuchswertung | Nachwuchswertung           | Nachwuchswertung       | Nachwuchswertung           | Nachwuchswertung  |
| Fahrer           | Fahrer                     | Land                   | Team                       | Zeit              |
| ---------------- | -------------------------- | ---------------------- | -------------------------- | ----------------- |
| 1.               | Remco Evenepoel            | Belgien                | Soudal Quick-Step          | 83 h 48 min 14 s  |
| 2.               | Carlos Rodríguez           | Spanien                | Ineos Grenadiers           | + 15 min 46 s     |
| 3.               | Matteo Jorgenson           | Vereinigte Staaten     | Team Visma \| Lease a Bike | + 17 min 16 s     |
| 4.               | Santiago Buitrago          | Kolumbien              | Bahrain Victorious         | + 19 min 45 s     |
| 5.               | Javier Romo                | Spanien                | Movistar Team              | + 1 h 33 min 08 s |
| 6.               | Ilan Van Wilder            | Belgien                | Soudal Quick-Step          | + 1 h 45 min 13 s |
| 7.               | Ben Healy                  | Irland                 | EF Education-EasyPost      | + 1 h 46 min 54 s |
| 8.               | Jordan Jegat               | Frankreich             | TotalEnergies              | + 1 h 53 min 18 s |
| 9.               | Tobias Halland Johannessen | Norwegen               | Uno-X Mobility             | + 2 h 12 min 19 s |
| 10.              | Oscar Onley                | Vereinigtes Königreich | Team dsm-firmenich PostNL  | + 2 h 32 min 21 s |

| Mannschaftswertung | Mannschaftswertung         | Mannschaftswertung           | Mannschaftswertung |
| Team               | Team                       | Land                         | Zeit               |
| ------------------ | -------------------------- | ---------------------------- | ------------------ |
| 1.                 | UAE Team Emirates          | Vereinigte Arabische Emirate | 251 h 36 min 43 s  |
| 2.                 | Team Visma \| Lease a Bike | Niederlande                  | + 31 min 51 s      |
| 3.                 | Soudal Quick-Step          | Belgien                      | + 1 h 33 min 06 s  |
| 4.                 | Ineos Grenadiers           | Vereinigtes Königreich       | + 1 h 34 min 05 s  |
| 5.                 | Lidl-Trek                  | Vereinigte Staaten           | + 2 h 33 min 49 s  |
| 6.                 | Movistar Team              | Spanien                      | + 3 h 10 min 06 s  |
| 7.                 | Bahrain Victorious         | Bahrain                      | + 3 h 38 min 21 s  |
| 8.                 | Red Bull-Bora-Hansgrohe    | Deutschland                  | + 3 h 57 min 23 s  |
| 9.                 | Israel-Premier Tech        | Israel                       | + 4 h 01 min 23 s  |
| 10.                | EF Education-EasyPost      | Vereinigte Staaten           | + 4 h 06 min 54 s  |

## Trivia
Neben Mark Cavendish bestritt auch Romain Bardet seine letzte Tour-de-France-Etappe. Der Franzose hatte sich bei seinem letzten Antritt auf der 1. Etappe erstmals das Gelbe Trikot überstreifen dürfen.